# Gelil Eserghep
Gelil Eserghep (n. 30 august 1967, Constanța) este un politician român, fost deputat în Parlamentul României în mandatele 2000-2004 și 2004-2008 din partea PRM Constanța.
După plecarea sa din PRM în septembrie 2008, Gelil Eserghep a devenit membru în Partidul Conservator.
După un timp a părăsit și acest partid și a devenit președinte al UDTTMR. În legislatura 2000-2004, Gelil Eserghep a fost membru în grupurile parlamentare de prietenie cu Republica Kazahstan și Albania iar în legislatura 2004-2008, el a fost membru în grupurile parlamentare de prietenie cu Republica Kazahstan, Republica Turcia, Albania și Republica Azerbaidjan. 